# (234) Barbara

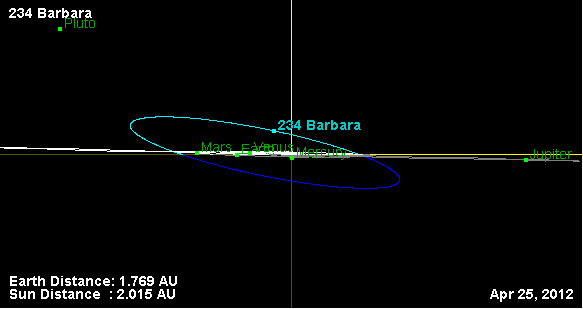
Òrbita de l'asteroide.

(234) Barbara és un asteroide pertanyent al cinturó d'asteroides descobert el 12 d'agost de 1883 per Christian Heinrich Friedrich Peters des de l'observatori Litchfield de Clinton, Estats Units.
Està possiblement nomenat així per Bàrbara, màrtir cristiana del segle III.

## Característiques orbitals
Barbara orbita a una distància mitjana de 2,385 ua del Sol, podent apropar-se fins a 1,8 ua. Té una inclinació orbital de 15,37° i una excentricitat de 0,2454. Triga 1346 dies a completar una òrbita al voltant del Sol.